# メトロ (マルセイユ)
マルセイユ・メトロ（フランス語: Métro de Marseille）は、フランスのマルセイユで運行されている地下鉄。現在2路線で構成されている。1977年に開業。運営はマルセイユ交通局（RTM）によって行われている。ゴムタイヤが採用されている。

## 歴史
マルセイユに地下鉄を建設する計画は20世紀初頭から存在したが、資金不足とトラムを運営する市当局の反対により実現しなかった。第二次世界大戦によりマルセイユのトラムは大きな被害を受け、さらに1950年代以降のモータリゼーションにより大部分の路線は廃止され路線バスに取って代わられた。
しかしながら、交通渋滞が深刻化するにつれて1960年代半ばにはメトロ計画が再浮上した。工事は1973年に始まり、1977年に1号線が開業した。2号線の建設は1980年に開始され、1984年に開業した。

## 路線
現在2路線29駅から構成されている。
| 路線 | 路線  | 開業年 | キロ程 | 駅数 | 区間                                                                       |
| ---- | ----- | ------ | ------ | ---- | -------------------------------------------------------------------------- |
|      | 1号線 | 1977年 | 12.9km | 18   | ラ・ロゼ＝テクノポール・ドゥ・シャトー＝ゴンベール駅 〜 ラ・フラジェール駅 |
|      | 2号線 | 1984年 | 9.8km  | 13   | ジェズ駅 〜 サン＝マルゲリット・ドゥロメル駅                               |